# Кусторівка
Ку́сторівка — село в Україні, у Краснокутській селищній громаді Богодухівського району Харківської області. Населення становить 44 осіб. До 2020 орган місцевого самоврядування — Качалівська сільська рада.

## Географія
Село Кусторівка знаходиться на відстані 2 км від села Шевченкове. Поруч із селом великі садові масиви.

## Назва
Назва села походить, очевидно, від прізвища поміщика Костиря, який володів цими землями у середині ХІХ століття і заснував на них поселення. Вживаються мешканцями також такі форми назви села, як Кустурівка, Кусторівка.

## Історія
Після Другої Світової війни навколо села було закладено плантації фруктових дерев та ягідників, а в самій Костурівці створено виробничі потужності для переробки та зберігання фруктів і ягід. Також було створено соціальну інфраструктуру: дитсадок, клуб, ФАП, водогін, каналізацію, централізоване опалення.
У 90-х рр. ХХ ст. ВАТ "Агрофірма «Глобівська», структурною частиною якої було костурівське господарство, зменшило масштаби господарювання, внаслідок цього навколо Костурівки було вирубано практично всі сади та переорано ягідники. Так само практично припинила існування і соціальна інфраструктура — залишився лише ФАП.
12 червня 2020 року, розпорядженням Кабінету Міністрів України № 725-р «Про визначення адміністративних центрів та затвердження територій територіальних громад Харківської області», увійшло до складу Краснокутської селищної громади.
19 липня 2020 року, в результаті адміністративно-територіальної реформи та ліквідації Краснокутського району, село увійшло до складу Богодухівського району.

## Населення
За переписом населення 2001 року в селі мешкали 44 особи.

### Мова
Розподіл населення за рідною мовою за даними перепису 2001 року:
| Мова       | Відсоток |
| ---------- | -------- |
| українська | 70,45 %  |
| вірменська | 18,18 %  |
| російська  | 9,09 %   |
| польська   | 2,27 %   |